# Nieuwmunster
Nieuwmunster é uma vila e deelgemeente do município belga de Zuienkerke, província de Flandres Ocidental. Em 31 de Dezembro de 2005, tinha uma população de 491 habitantes e uma área de 7,29 km².

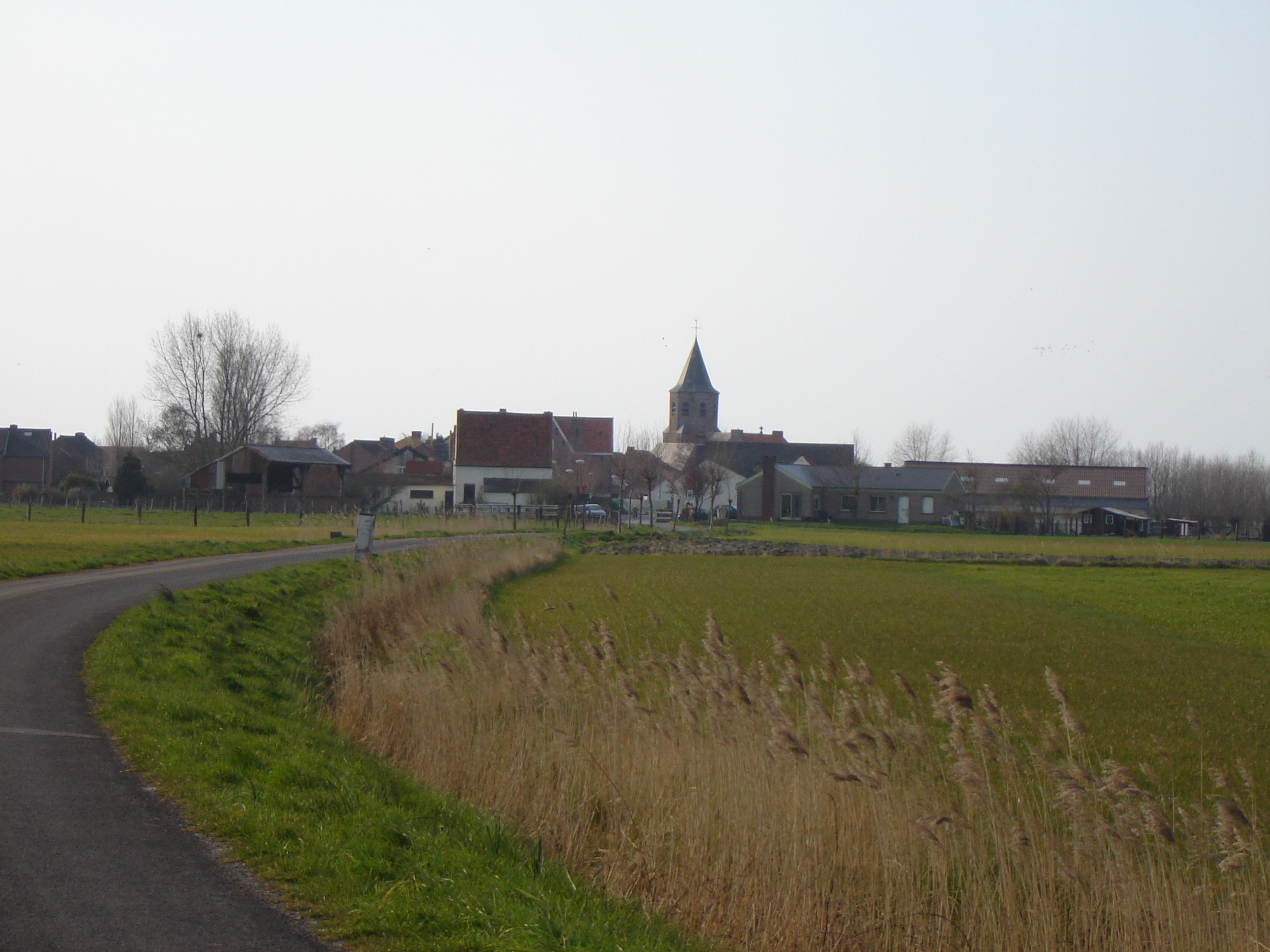
Fotografia de uma vista de Nieuwmunster.